# Jan Hrušínský
Jan Hrušínský (* 9. června 1955 Praha) je český herec a divadelní ředitel. 

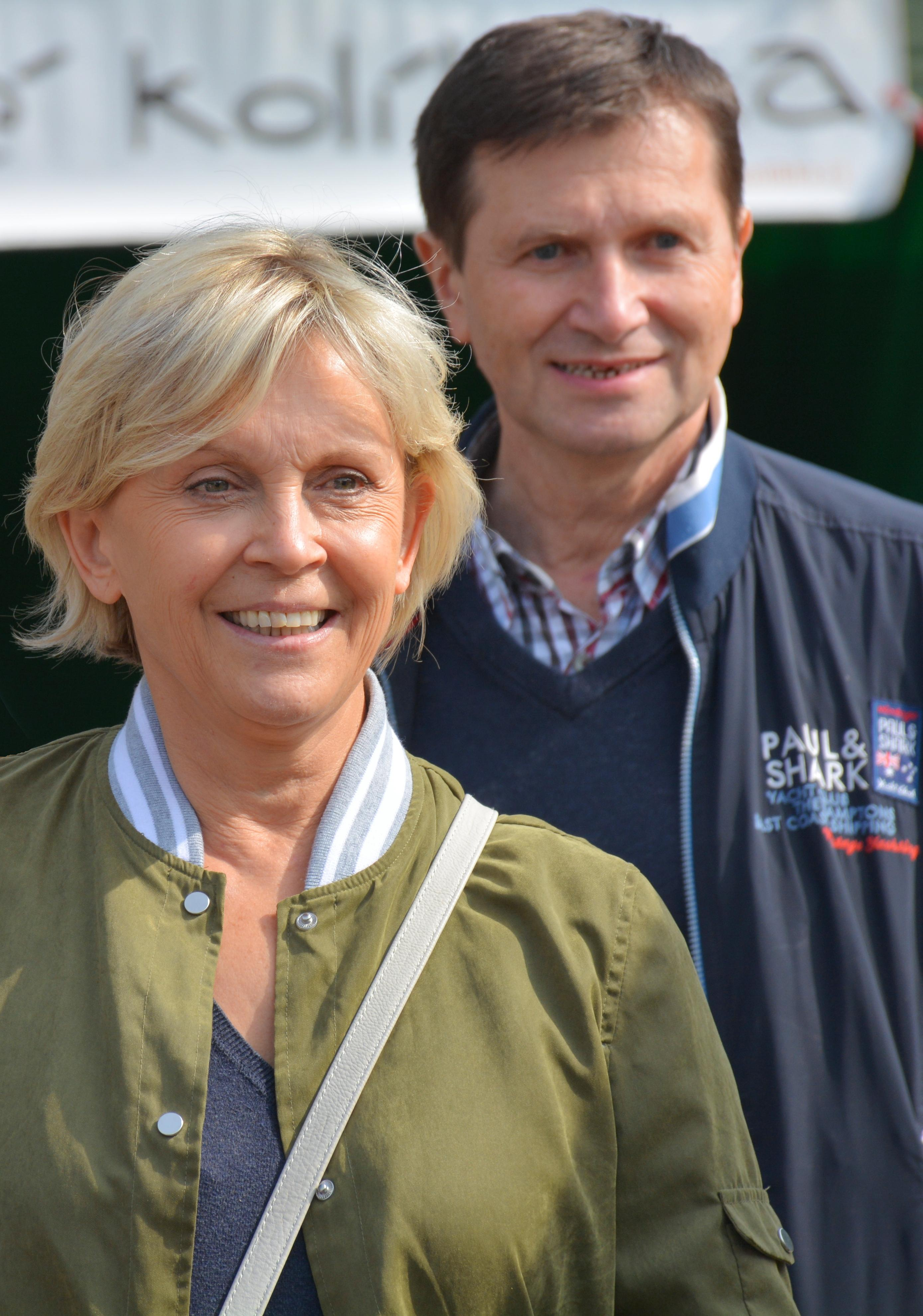
Jan Hrušínský s manželkou Miluší Šplechtovou (2015)

## Život
Je synem herce Rudolfa Hrušínského. Babičku bratrů Hrušínských nacisté "odvezli do Terezína ... 22. prosince 1942 a zavraždili ji v Osvětimi. V koncentráku zahynuli i všichni její příbuzní, kromě ... maminky a tety."
Divadlo hraje od dětství, po studiu Pražské konzervatoře začínal hrát v Činoherním studiu v Ústí nad Labem. Zde se potkal se svojí budoucí manželkou herečkou Miluší Šplechtovou. K nejlepším inscenacím tohoto období patří např. Čechovovy Tři sestry (baron Tuzenbach) v překladu Leoše Suchařípy nebo Porubjakova Goldoniáda v režii Ivana Rajmonta a Crommelynckova Vášeň jako led v režii Jana Grossmana. V letech 1984–1990 byl členem pražského Realistického divadla, poté působil v Divadle Na zábradlí a pravidelně hostoval v několika dalších pražských divadlech, např. v Divadle v Řeznické, v Národním divadle a dalších.
Za komunistického režimu v roce 1977 podepsal tzv. Antichartu odsuzující prohlášení Charty 77. Před sametovou revolucí v roce 1989 podepsal dvě petice za propuštění Václava Havla z Ruzyňské věznice a prohlášení Několik vět z června 1989.[zdroj?] Kvůli těmto podpisům byl v září 1989 vyslýchán na Stb v Bartolomějské ulici. Čtyřhodinový výslech popsal a text byl uveřejněn na podzim 1989 v samizdatových Lidových novinách. (LN, ročník II, č. 11/1989)
V roce 2004 založil Divadlo Na Jezerce; o dva roky dříve Divadelní společnost Jana Hrušínského.
Od února 2017 píše eseje pro magazín Sabiny Slonkové Neovlivní.cz, poskytl několik větších rozhovorů např. Jiřímu Kubíkovi či Martinu Veselovskému a Filipu Horkému.
Se svým bratrem Rudolfem ml. měl dlouho napjaté vztahy kvůli sporu o dědictví po otci Rudolfu Hrušínském, ale usmířili se.

## Názory a postoje
Jan Hrušínský často vyjadřuje svoje postoje k současnému dění. Například:
- V dubnu 2014 v reakci na anexi Krymu podepsal výzvu Sobotkově vládě, která požadovala „okamžité zastavení vydávání víz občanům Ruské federace, zrušení možnosti obdržení dvojího občanství pro občany Ruské federace od 1. ledna 2015, zmrazení kont ruských občanů v ČR s cílem prověřit legálnost těchto vkladů, [a] zastavení vstupu ruského byznysu a kapitálu do ČR“. Podle Hrušínského „ve světě zrovna mají převahu Chamberlainové a jemu podobní zachránci míru.“[3]
- Jan Hrušínský podepsal v roce 2017 petici proti „xenofobii a lhostejnosti“ s názvem Češi pomáhají, ve které petenti vyzvali českou vládu, aby se zavázala přijmout 1 500 uprchlíků ze Sýrie.[4]
- V rozhovoru pro Aktuálně.cz z listopadu 2018 na otázku, zda neškodí svému divadlu tím, že odrazuje diváky, kteří jsou příznivci Zemana, Babiše nebo Okamury, odpověděl: „Do divadel chodí v České republice asi pět procent obyvatelstva. A předpokládám, a teď se nechci nikoho dotknout, že mají určitou úroveň danou vzděláním nebo rodinnou výchovou. Nemyslím, že právě ti jsou většinově z elektorátu Miloše Zemana.“ Kritizoval v něm také bývalého prezidenta Václava Klause proto, že „jezdí do Německa podporovat“ krajně pravicovou stranu Alternativa pro Německo, a jeho syna Václava Klause mladšího za to, že zpochybňuje českou účast ve válce v Afghánistánu a „pomáhá si [při tom] lživými argumenty“. Rusko v tomto interview s J. Leschtinou označil za mistry lživé propagandy nesoucí odpovědnost mimo jiné za zvolení Donalda Trumpa americkým prezidentem a za vystoupení Británie z EU. A vyjádřil obavu z toho, že případná budoucí vláda ANO může dosáhnout ústavní většiny.[1]
- K oslavám sta let od vzniku Československa napsal "...[po Mnichovu] začali Čehonovi ... vadit Židé. Najednou se všude roztahovali. Ve Vlajce psali, že jsou nečistí. A parazitují prý na lidech. Tak s nimi Čehona zatočil. ... Mezitím se pan Čehona naučil zdvihat pravici, ... dostal legitimaci KSČ ... zemanovci jsou skoro Rusové. Čehonovi ... začali vadit muslimové, uprchlíci ze Sýrie i malí sirotci, kterých se do Čech prý valí stovky milionů. Říkal to prezident ... V Parlamentních listech psali, že uprchlíci jsou nečistí. A parazitují na nás, na lidech. Tak s nimi Čehona zatočí. Jako s Židy za protektorátu. ..."[5]
- Dne 10. března 2020 reagovala vláda ČR na pandemii covidu-19 v Česku zákazem akcí s více než 100 lidmi. Hrušínský v pozici ředitele soukromého Divadla Na Jezerce, které muselo až do odvolání zrušit představení, vyjádřil ostré nesouhlasné stanovisko s takto plošně koncipovaným zákazem a nákazu covid-19 označil za onemocnění s „příznaky lehké chřipky“, kterým se nakazilo v Česku jen málo lidí.[6] Po silné kritice ze strany kolegů i veřejnosti se za svá slova později omluvil.[7]

## Filmografie, výběr

### Film
- Dívka na koštěti (rež. Václav Vorlíček)
- Panter čeká v 17.30 (Josef Pinkava)
- Kdo hledá zlaté dno (Jiří Menzel)
- Sarajevský atentát (Veljko Bulajič)
- Můj brácha má prima bráchu (Stanislav Strnad)
- Jak se budí princezny (Václav Vorlíček)
- Brácha za všechny peníze (St. Strnad)
- Pasiáns (Vladimír Čech)
- Lásky mezi kapkami deště (Karel Kachyňa)
- Galoše štěstí (Juraj Herz)
- Straka v hrsti (Juraj Herz)
- Hadí jed (František Vláčil)
- Mág (František Vláčil)
- Zastihla mě noc (Juraj Herz)
- Vážení přátelé, ano (Dušan Klein)
- Konec starých časů (Jiří Menzel)
- Ceremoniář (Jiří Věrčák)
- Jezerní královna (Václav Vorlíček)
- Ro(c)k podvraťáků (Karel Janák)
- Kráska v nesnázích (Jan Hřebejk)
- Želary (Ondřej Trojan)
- Habermannův mlýn (Juraj Herz)
- Řachanda (Marta Ferencová)
- Pánský klub (herec + koproducent filmu) (Matěj Balcar)

### Televize
- Babička (rež. Antonín Moskalyk)
- Lítost (Evald Schorm)
- Případ Mauritius (Jaroslav Balík)
- Muž, který se spustil (Vít Hrubín)
- Básník, služka a král (Vít Hrubín)
- Škola za školou (Josef Platz)
- O Háderunovi a víle Elóře (Jaromil Jireš)
- Člověk v závěsu (Viktor Polesný)
- Zn. Na dožití (Hynek Bočan)
- Paní Pipperová zasahuje (Zdeněk Zelenka)
- Ideální manžel (Zdeněk Zelenka)
- Tři králové (Karel Kachyňa)
- Bubáci a hastrmani (Václav Vorlíček)
- Brouk v hlavě (Zdeněk Zelenka)
- Polední žár Zdeněk Zelenka)
- Stín viny (Zdeněk Zelenka)
- Kožené slunce (Karel Kachyňa)
- Úsměvy Jana Hrušínského
- Smrt pedofila (Ivan Pokorný)
- Boháč a chudák (Zdeněk Zelenka)
- Slečna guru (Zdeněk Zelenka)
- Zrozen bez porodu (Filip Renč)
- Pražské jaro 1968 (Rakouská televize ORF, rež. Michael Kreihsl)
- Čapkovy kapsy (Jan Těšitel)
- Místo v životě (Jiří Chlumský)
- Místo v životě II (Jiří Chlumský)
- Mazalové (Bořivoj Hořínek)
- Duch nad zlato (Zdeněk Zelenka)
- První republika (Biser Arichtev)
- 13. komnata Jana Hrušínského
- Na plovárně s Markem Ebenem
- Uchem jehly - s Pavlem Klineckým
- Moje místa (TV Seznam 2017 a 2022 - Blanka Kubíková)
- Docent I. a II. (Jiří Strach)
- Odznak Vysočina II. - Krmítko" (Andy Fehu)
- Specialisté (Ondrej Hraška)

## Divadlo
- Tři sestry (rež. Ivan Rajmont)
- Goldoniáda (Ivan Rajmont)
- Vášeň jako led (Jan Grossman)
- Dobové tance (Ivan Rajmont)
- Troilus a Kressida (Ivan Rajmont)
- Cesta na parníku Lanna 8 (Jan Grossman)
- Komedie masopustu (Jan Kačer)
- Obraz z dějin (Ivan Rajmont)
- Foxtrot (Ivan Rajmont)
- Neběhej tady nahá (Přemysl Rut)
- Dantonova smrt (Ivan Rajmont)
- Merlin (Miroslav Krobot)
- Aucassin a Nicoletta (Karel Kříž)
- Nebezpečné křižovatky (Jaromír Pleskot)
- Richard II. (Karel Kříž)
- Figarův rozvod (Karel Kříž)
- Asanace (Karel Kříž)
- Je světlý však můj žal (Karel Kříž)
- Res publica I (20. léta)
- Res publica II (60. léta)
- Travestie (Karel Kříž)
- Malý pogrom v nádražním bufetu (Arnošt Goldflam)
- Pokoušení (Jan Grossman)
- Don Juan (Jan Grossman)
- Silná v zoologii (J. A. Pitínský)
- Racek (Petr Lébl)
- Hello, Dolly! (Oto Ševčík)
- Polská krev (Oto Ševčík)
- Jak jsem vyhrál válku (Milan Schejbal)
- Ženitba (1979 – Ivan Balaďa a 2009 Lukáš Hlavica)
- Charleyova teta (Milan Schejbal)
- Večer tříkrálový (Milan Schejbal)
- Taková spoušť (Juraj Herz)
- ''Zahraj to znovu, Same'' (Ondřej Sokol)
- Mein kampf (Jana Kališová)
- Takový žertík (Lukáš Hlavica)
- Petrolejové lampy (Juraj Herz)
- Mandragora (Lukáš Hlavica)
- Nadílka (Lukáš Hlavica)
- Prokletí nefritového škorpiona (Ondřej Sokol)
- Kumšt (Jan Hřebejk)
- Darda (Arnošt Goldflam)
- Práskni do bot (Jan Hřebejk)
- Komedianti (Arnošt Goldflam)
- Je úchvatná! (Jan Hřebejk)
- Res publica III (Jak bychom nechtěli zažít budoucí léta)
- “Občan první jakosti” (Matěj Balcar)
- “After Life” (Jan Hřebejk)
- “Bylo nás pět - tenkrát” (Petr Vacek)

## Divadelní režie
- Charleyova teta
- Večer tříkrálový
- Othello
- Jeppe z vršku

## Ocenění
- Cena městské části Praha 4 (2010)
- Čestné občanství Prahy 4 (2014)